# Portuguesa
Portuguesa er en af Venezuelas 23 delstater (estados).
9°06′N 69°16′V / 9.1°N 69.27°V